# Fernando Esteso
Fernando Julián Esteso Allué (Zaragoza, 16 de febrero de 1945) es un actor, director, guionista, cantante y humorista de cine, teatro y televisión español.

## Biografía
La relación de Fernando Esteso con el mundo del espectáculo fue bastante temprana. Proviene de una familia de artistas itinerantes joteros y de variedades, y comenzó a trabajar como payaso junto a su padre cuando tan solo era un niño.
Se trasladó a vivir a Madrid en 1964 con diecinueve años, donde al poco tiempo debutó como actor de teatro y para 1972 actuaba con su propio espectáculo. Ya en los años 1970 se hizo popular como humorista en diversos programas de televisión, grabando clásicos del humor ibérico como el comercial del coñac La Parra. Después se hizo famoso por las películas de corte erótico-humorístico que, junto a Andrés Pajares, interpretó a finales de los setenta y principios de los ochenta, aprovechando los nuevos aires de libertad que recorrían el país tras el final de la dictadura. 
También tuvo un cierto éxito como cantante humorístico. Sus canciones más conocidas fueron «El Bellotero» (juego de palabras con la Bella Otero) y «La Ramona». Aprovechando el tirón y la fama cosechados, en 1987 escribió, dirigió y protagonizó una película para vídeo, titulada Viva la risa. Ese mismo año, protagonizó junto a Pajares la obra de teatro La extraña pareja, de Neil Simon.
Después de más de diez años de trabajo ininterrumpido en el cine español, encarnando mayoritariamente personajes de tipo cómico con gran éxito de taquilla, protagoniza en 1991, El amor sí tiene cura, de Javier Aguirre.
En 1993, apartado casi definitivamente del cine, con afecto para sus fanes fue fichado por Telecinco, donde presentó La ruleta de la fortuna (1993) y Veraneando (1993) con Bertín Osborne y Remedios Cervantes. Sin embargo, diversos problemas con un contrato firmado le impidieron intervenir en otras producciones durante algunos años. Los tribunales, finalmente obligaron a la cadena de televisión Telecinco, en marzo de 2001, a indemnizarlo por daños y perjuicios, ya que había afirmado para cancelar el contrato con el actor, que se encontraba en «estado de deterioro físico y mental»; la cantidad de la indemnización ascendió a más de un millón de euros.
Actualmente reside en Valencia. En 2006 corrió el rumor de una posible nueva película del dúo Pajares-Esteso llamada El código Aparinci, posteriormente se habló de una segunda parte de Los bingueros, pero ninguno de los dos proyectos terminó de prosperar. En 2011 grabó una nueva versión de su canción «La Ramona» junto a King África.
En marzo de 2012 intervino en el episodio 7 de la serie web cómica Los hijos de Mambrú, dirigido por Óscar Parra de Carrizosa. En 2016 volvió al cine con la película Re-emigrantes, dirigido de nuevo por Parra de Carrizosa.

## Filmografía

### Como actor
- Loli Tormenta - 2023
- Burga - 2022
- Cuidado con lo que deseas - 2021
- Justo antes de Cristo - 2020
- Amar es para siempre - 2019, 2020
- Incierta gloria - 2017
- Luces - 2017
- Re-Emigrantes 2016
- Gym Tony - 2015
- Torrente 5: Operación Eurovegas - 2014
- La que se avecina - 2014
- Blockbuster  - 2013
- Los hijos de Mambrú - webserie - 2012
- Torrente 4 - 2011
- DVD - 2006
- Con dos cojones - 2001
- El amor sí tiene cura - 1991
- Viva la risa - 1987
- Cuatro mujeres y un lío - 1985
- El recomendado - 1985
- ¡Qué tía la C.I.A.! - 1985
- El cura ya tiene hijo - 1984
- La Lola nos lleva al huerto - 1984
- Al este del oeste - 1984
- Agítese antes de usarla - 1983
- El currante - 1983
- El hijo del cura - 1982
- Caray con el divorcio - 1982
- Padre no hay más que dos - 1982
- Onofre el Virgo - 1982
- Los chulos - 1981
- Queremos un hijo tuyo - 1981
- Los liantes - 1981
- Todos al suelo - 1981
- El erótico enmascarado - 1980
- El soplagaitas - 1980
- Yo hice a Roque III - 1980
- Los bingueros - 1979
- Los energéticos - 1979
- Virilidad a la española - 1977
- Pepito Piscinas - 1976
- Onofre - 1974
- Celos, amor y Mercado Común - 1973

### Como director
- Viva la risa - 1987

### Como guionista
- Viva la risa - 1987

### Como invitado
- En la tuya o en la mía - 2016 - 2017
- Sábado Deluxe - 2018
- Tu cara me suena - 2023

## Premios
Premios Simón
| Año  | Categoría      | Resultado |
| ---- | -------------- | --------- |
| 2016 | Simón de honor | Ganador   |